# Tuchintarsie

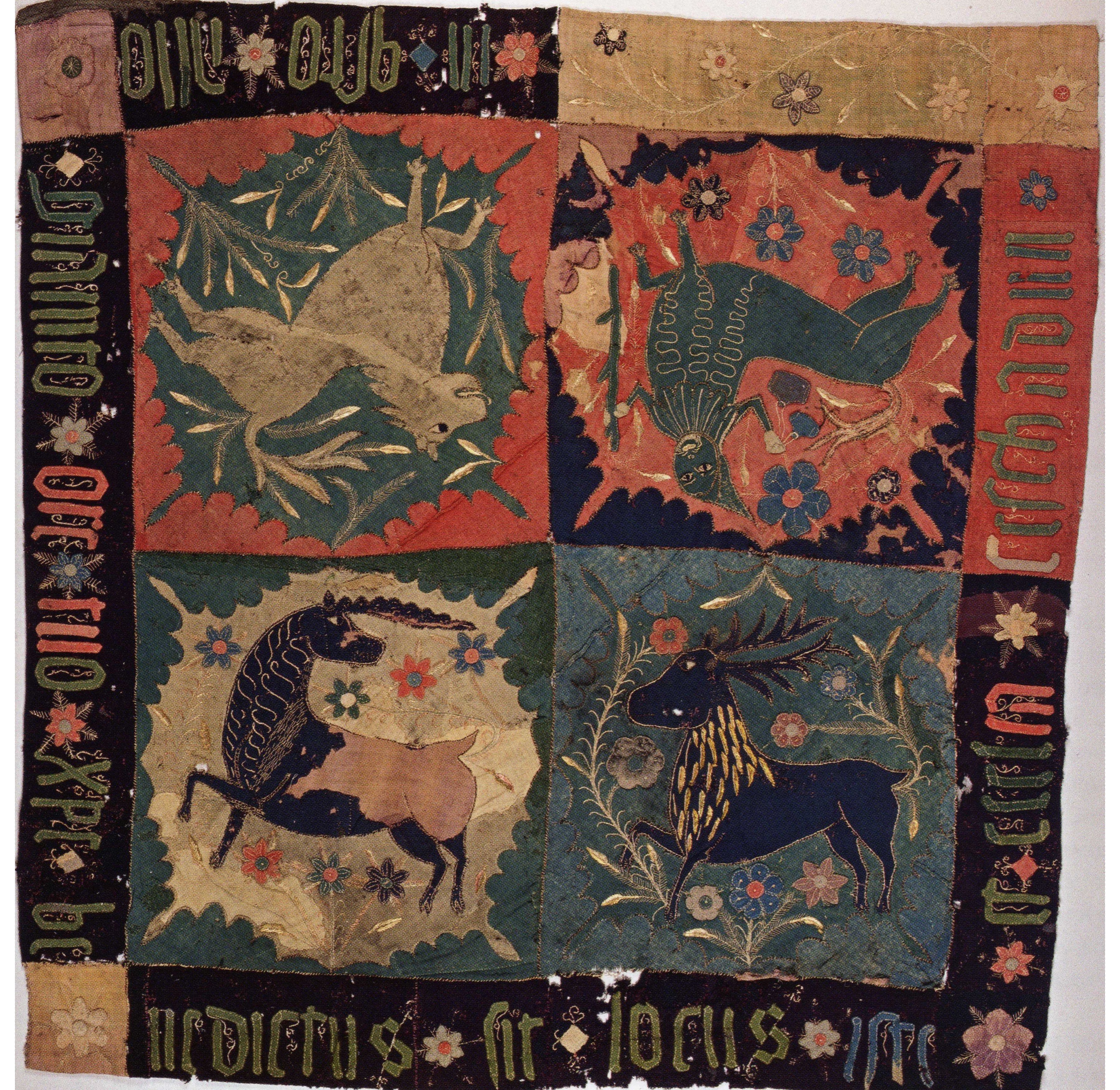
Altartuch mit Fabelwesen. Skandinavien (?), 135 × 130 cm, Wolle Intarsientechnik, Applikation. Rijksmuseum, Amsterdam. Dauerleihgabe aus Privatbesitz o.Nr. (1400–1600)

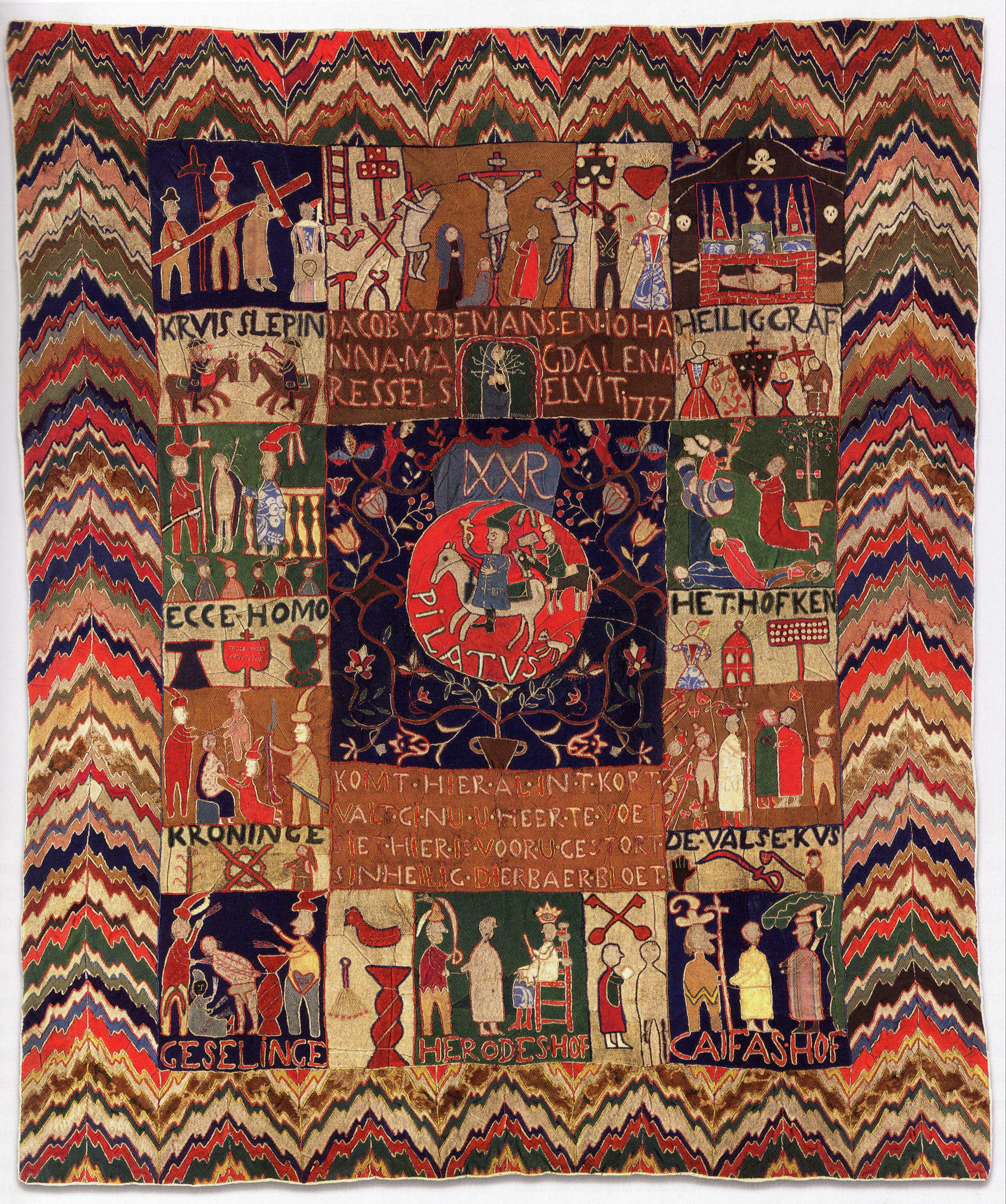
Hungertuch oder Fastenvelum. Geldern/Preußen, 220 × 187 cm; Wolltuch, Leinen, Samt, Intarsientechnik, Applikation. Kath. Pfarrgemeinde St. Maria-Magdalena, Geldern/Deutschland (1737)

Als Tuchintarsien (englisch inlaid patchwork) bezeichnet man eine sehr seltene textile Technik, bei der gewalkte Wolle in Teile zerschnitten und mit nahezu unsichtbaren Stichen zu detailreichen Bildern vernäht wird. Der Name ist abgeleitet von der Intarsienarbeit in Holz oder Marmor.
Es sind nur gut siebzig Stücke dieser meist historischen Themen gewidmeten Textilarbeiten bekannt, die im Rahmen eines Forschungsprojekts am Berliner Museum Europäischer Kulturen ermittelt wurden. 2009 zeigte dort eine Ausstellung rund 40 dieser textilen Raritäten.